# Chahna
Chahna là một đô thị thuộc tỉnh Jijel, Algérie. Dân số thời điểm năm 2002 là 9.453 người.